# Forbes 30 Under 30

Forbes-Logo

Forbes 30 Under 30 (deutsch ‚30 unter 30‘) umfasst eine Reihe von jährlich erscheinenden Listen, die vom Magazin Forbes und einigen seiner regionalen Ableger herausgegeben werden und Menschen berücksichtigt, die unter 30 Jahre alt sind. Die Liste aus dem Jahr 2016 umfasste 600 Personen aus Wirtschaft und Industrie. Dabei wurden in jeder der 20 Kategorien 30 Gewinner ausgezeichnet. In den Listen für Asien und Europa gibt es zehn Kategorien, wohingegen nur eine einzige, 30 Personen umfassende Liste, für Afrika existiert. Forbes veranstaltet Konferenzen zum Thema 30 Under 30 und auch auf der Webseite des Magazins gibt es eine Sektion, die sich mit den ausgezeichneten Personen befasst.

## Geschichte
Forbes veröffentlichte die erste 30 Under 30 Liste im Jahr 2011. Bis 2016 wuchs die Zahl der Nominierten auf über 15.000 an. Die Forbes Jury wählt aus allen Bewerbern 30 Gewinner für jede der 20 Kategorien aus.
Mit der Zeit hat Forbes weitere Listen für Asien, Europa (seit 2016) und Afrika veröffentlicht.
Darüber hinaus betreibt Forbes eine gesonderte Sektion für die 30 Under 30 auf der Webseite des Magazins und stellt eine App bereit. Die Washington Post berichtete dieser Kanal ziele darauf ab, “millennial-focused programming to the magazine’s many influential consumers” bereitzustellen. Die App wird in Kooperation mit Tinder betrieben. Sean Rad, Mitgründer und Geschäftsführer von Tinder, war ebenfalls einer der Ausgezeichneten auf einer der 30 Under 30 Listen.

## Summits
Ergänzend zu den Veröffentlichungen im Forbes Magazin, veranstaltet Forbes jedes Jahr den 30 Under 30 Summit. 2014 und 2015 fand der Summit in Philadelphia statt. Monica Lewinsky sorgte dabei für Schlagzeilen, als sie die Veranstaltung als Plattform nutzte, um auf so genanntes Cyber-Mobbing aufmerksam zu machen. 2016 und 2017 wurde der Summit jeweils im Oktober in Boston abgehalten. Die Organisatoren luden dazu ehemalige 30 Under 30 Gewinner ein.
Der erste internationale 30 Under 30 Summit, mit einem Fokus auf Europa, dem Nahen Osten und Afrika, fand 2016 in Tel Aviv und Jerusalem statt. Die Rednerliste umfasste Monica Lewinsky, Schimon Peres und Okieriete Onaodowan. Onaodowan wurde im Rahmen der 30 Under 30 Hollywood & Entertainment Liste geehrt, der er für seine Darstellung des Hercules Mulligan und James Madison in Hamilton angehörte.

## Ausgezeichnete Personen
Eine Auszeichnung durch Forbes’ 30 Under 30 erhielten unter anderem die Schauspieler Alia Bhatt, John Boyega, Daisy Ridley, Emma Watson und Margot Robbie; die YouTuberin Lilly Singh; die Musiker A$AP Rocky, Fetty Wap, Selena Gomez und The Weeknd; der Marsforscher Lujendra Ojha; die Nuklearwissenschaftlerin Leslie Dewan; die Expertin für digitale Sicherheit Yan Zhu; die Sozialunternehmerin Cornelia Röper; die Friedensnobelpreisträgerin Malala Yousafzai; die Unternehmer Ann Li, Chiara Ferragni, Kurosch Habibi und Vitalik Buterin; sowie Sportler wie Lindsey Vonn, Andy Murray, Michael Phelps und Simone Biles.

## Kritik
Die 30 Under 30 Liste war mehrfach Gegenstand von Kritik, da sie junge “leaders of color” und Frauen nur unterdurchschnittlich berücksichtige. The Root stellte fest, dass 29 der 30 Journalisten, welche im Rahmen der erstmaligen Verleihung des Preises für Medienvertreter im Jahr 2011 ausgezeichnet wurden, weiße Haut hatten, während Schwarze oder Latinos keine Berücksichtigung fanden. Elle South Africa stellte ein Geschlechterungleichgewicht auf der Liste des Jahres 2014 fest und fragte “Where are the women?” Auch im folgenden Jahr sorgten die demographischen Merkmale der Ausgezeichneten für Diskussionen: Poynter berichtete, dass die Liste des Jahres 2015 mit 18 Frauen den größten Anteil an weiblichen Gewinnern seit Bestehen der Liste habe.